# Anaspis kochi
Anaspis kochi es una especie de coleóptero de la familia Scraptiidae.

## Distribución geográfica
Habita en Europa.